# BET Presents Kelly Rowland
BET Presents Kelly Rowland é o primeiro DVD lançado pela cantora americana de R&B Kelly Rowland. O DVD contém uma entrevista exclusiva com a cantora onde ela fala sobre a produção do seu álbum Ms. Kelly, sobre quando ela fazia parte do grupo Destiny's Child e sobre as suas pespequitivas para a sua carreira solo. O DVD também mostra apresentações de Kelly no BET e todos os videoclipes da carreira solo dela.

## Lançamento
Em colaboração com a Columbia Records e o BET, BET Presents Kelly Rowland celebra o lançamento do álbum Ms. Kelly e dá a seus fãs a oportunidade de experimentar destaques de sua carreira.
"BET comemora o retorno de Kelly com um sorteio do seu novo CD com um DVD bônus. Agora, seus maiores fãs podem experimentar sua entrevista Tapete Preto, cinco performances ao vivo e cinco vídeos, incluindo uma intemporal nunca lançado nos EUA a qualquer momento."
O DVD foi lançado exclusivamente no Walmart, em uma embalagem que contém o álbum Ms. Kelly e o DVD juntos. Mais o DVD individual já está disponível para compras on-line como no site Amazon.com.

## Faixas

### Capítulos
1. The Evolution of Ms. Kelly
2. The Songs
3. The Producers
4. Kelly on Songwriting
5. Stepping Out on Her Own: The First Time
6. Kelly and Nelly: The Dilemma
7. Stole
8. A Star is Born
9. Girls Tyme: The Rehearsals
10. Life After DC
11. The DC Family
12. The BET Awards & "The Lap Dance"
13. Kelly: The Celebrity
14. On Acting
15. Kelly: The Role Model/The Image
16. What's Next?

### Bônus
1. "Stole": Accessed Granted
2. Black Carpet Interview
3. "Train On a Track"
4. 1st Cut Interview
5. Glamorama Concert in Minneapolis
6. What's New from BET Networks
  1. Baldwin Hills
  2. College Hill - Virgin Islands

### Videoclipe e Performances
1. Like This
2. Stole
3. Dilemma
4. Bad Habit (Live) Destiny Fulfilled... And Lovin' It Tour (2005)